# González (Urugwaj)
González – miasto w Urugwaju, w departamencie San José.